# Księstwo Zbaraskie

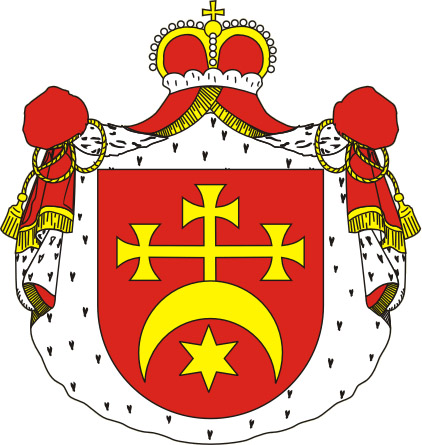
Herb ks. Zbaraskich

Księstwo Zbaraskie – dzielnica wydzielona na obszarze Wołynia w wieku XIV lub XV dla rodu książęcego (kniaziowskiego) ruskiego lub litewskiego pochodzenia, pieczętującego się herbem Korybut. Od nazwy swej głównej siedziby – Zbaraża – ród przyjął nazwisko Zbaraskich. Pod koniec XV wieku wyodrębnia się z niego Księstwo Wiśniowieckie. Zmediatyzowane w ramach woj. wołyńskiego (1566 r.), utrzymało – a nawet wzmocniło – swoje znaczenie polityczno-administracyjne, jako jedno z ważniejszych państw magnackich w ramach Rzeczypospolitej szlacheckiej. W wieku XVII Księstwo weszło w posiadanie książąt Wiśniowieckich, a następnie Potockich herbu Pilawa. Franciszek Stanisław Potocki sprzedał posiadłość ok. 1850 r. księżnej Jadwidze z Lubomirskich de Ligne.

## Panowie na Zbarażu (przed upadkiem Rzeczypospolitej)
| I.    | 1393–1442     | Teodor ks. Nieświcki, starosta podolski, starosta krzemieniecki          |
| II.   | 1442–1461     | Dionizy Mukosiejewicz                                                    |
| III.  | 1461–1463     | Bazyli ks. Nieświcki-Zbaraski                                            |
| IV.   | 1463–1474     | Bazyli ks. Zbaraski                                                      |
| V.    | 1474–1482     | Symeon ks. Zbaraski, starosta krzemieniecki                              |
| VI.   | 1482–ok. 1540 | Andrzej ks. Zbaraski                                                     |
| VII.  | ok. 1540–1574 | Mikołaj ks. Zbaraski, starosta krzemieniecki                             |
| VIII. | 1574–1608     | Janusz ks. Zbaraski, wojewoda bracławski                                 |
| IX.   | 1608–1631     | Jerzy ks. Zbaraski, kasztelan krakowski                                  |
| X.    | 1631–1636     | Janusz ks. Wiśniowiecki, koniuszy wielki koronny, starosta krzemieniecki |
| XI.   | 1636–1682     | Dymitr ks. Wiśniowiecki, hetman wielki koronny, kasztelan krakowski      |
| XII.  | 1682–1688     | Wacław Leszczyński, wojewoda podlaski                                    |
| XIII. | ok. 1696–1751 | Józef Potocki, hetman wielki koronny, kasztelan krakowski                |
| XIV.  | 1751–1760     | Stanisław Potocki, wojewoda poznański                                    |
| XV.   | 1760–1825     | Wincenty Potocki, podkomorzy wielki koronny                              |